# Papaver rogersii
Papaver rogersii är en vallmoväxtart som beskrevs av Arthur Wallis Exell. Papaver rogersii ingår i släktet vallmor, och familjen vallmoväxter. Inga underarter finns listade i Catalogue of Life.